# ستوران (فیلم)
«اسب» (انگلیسی: Equus) یک فیلم به کارگردانی سیدنی لومت است که در سال ۱۹۷۷ منتشر شد.

## بازیگران
- ریچارد برتون
- پیتر فیرث
- جنی اگاتر
- جوآن پلورایت
- کالین بلکلی
- آیلین اتکینز